# WHITE (Superflyのアルバム)
『WHITE』（ホワイト）は、2015年5月27日に発売されたSuperflyの5枚目のオリジナル・アルバム。

## 概要
ベスト・アルバム である前作『Superfly BEST』から約1年8ヶ月ぶり、オリジナル・アルバムとしては『Force』から約2年8ヶ月ぶりとなるスタジオ・アルバム。先行配信曲「White Light」のほか、ドラマや映画の主題歌となった「愛をからだに吹き込んで」「Live」といったシングル収録曲を含む全14曲を収録。
本作は通常盤と初回生産限定盤の2形態での販売となり、初回限定盤には邦楽カバーを収めたミニアルバムが付属する。収録曲の内、RCサクセションのカバー「スローバラード」は「RISING SUN ROCK FESTIVAL 2012」で元RCサクセションの仲井戸麗市のバンド・the dayにゲスト参加した時のライブ音源となる。また竹内まりやのカバー「Sweetest Music」には竹内本人がボーカリストとして参加している。
オリコンランキングでは初登場2位となり、1stアルバム『Superfly』から続いていたアルバム連続首位記録は『Superfly BEST』までの6作で途絶えた。なお、Billboard JAPANにおいてこの週から新たに始まった複合チャート『Hot Albums』では、ダウンロード・ルックアップでポイントを稼ぎ同チャート初の首位を獲得した。

## 制作の背景
本作は“変化”をテーマに「色んな色に染まる」をコンセプトに掲げ、約一年間かけて制作された。前作『Force』で燃え尽き症候群のような状態に陥り、さらに元メンバーであり脱退後もメインソングライターであり続けた多保孝一が制作から離れるという事態も重なったことでドラスティックな変化を必要とした越智が、シンガーとしてどんな色にも染まる覚悟を決めて制作に挑んだアルバムであり、『WHITE』というアルバムタイトルもそのことを意味している。シンガーソングライターのボニー・マッキー、元Jetのクリス・セスター、BONNIE PINK、いしわたり淳治、中田裕二、HeavenstampのTomoya.SとSally#Cinnamon 、詩人・菅原敏といった国内外の多様な作家を迎えて制作されたそれまでのパブリックイメージとは一線を画す楽曲群によってそれぞれの色を塗られ、Superfly＝越智志帆が生まれ変わったアルバム。

## ミュージック・ビデオ
既出シングルの「愛をからだに吹き込んで」「Live」以外の楽曲にもミュージック・ビデオが制作された。
配信シングル「White Light」は木村豊監督による白い衣装を身にまとった越智が絵描き・松岡亮にペンキで彩られるというビデオクリップが制作された。
「A・HA・HA」はオーストラリアのロックバンドJetのメンバーであるクリス・セスターが楽曲を手がけ、エンジニアにクリスの旧友でロックバンドLouis XIVのジェイソン・ヒルを迎えてハリウッドにあるスタジオ「EASTWEST STUDIOS」にてレコーディングされ、その模様がビデオになっている。越智志帆が海外レコーディングを行うのはSuperfly×JET名義でリリースした「i spy i spy」以来、約7年半ぶり。
「Beautiful」はプラチナ認定（シングルトラック、日本レコード協会）され、レコチョクの「レコチョクアワード月間最優秀楽曲賞 2015年6月度」でダウンロード（シングル）部門、着うた部門の2部門を制覇、iTunesでも1位になるなど大ヒットを記録。また10周年記念ベストアルバム『LOVE, PEACE & FIRE』の収録曲を決めるファン投票では1位に選ばれるなど、ファンの間での人気も高い楽曲。ミュージック・ビデオの監督は「愛をこめて花束を」や「恋する瞳は美しい」、「やさしい気持ちで」など、Superflyの作品を数多く手掛ける番場秀一が担当した。Superflyにとって初出場となった2015年12月31日の第66回NHK紅白歌合戦で歌唱され、7年後の2022年、9年後の2024年にもまた歌唱された。
「On Your Side」は19thシングルとしてのちにリカットされ、奥山由之監督によるミュージック・ビデオも作られた。

## 収録曲

### Disc1
| #   | タイトル                   | 作詞             | 作曲                           | 編曲                                     | 時間 |
| --- | -------------------------- | ---------------- | ------------------------------ | ---------------------------------------- | ---- |
| 1.  | 「White Light」            | 越智志帆・jam    | 越智志帆・蔦谷好位置           | 蔦谷好位置                               | 4:45 |
| 2.  | 「Beautiful」              | 越智志帆         | 越智志帆・蔦谷好位置           | 蔦谷好位置                               | 4:56 |
| 3.  | 「色を剥がして」           | chihiRo          | Tomoya.S・越智志帆・蔦谷好位置 | 蔦谷好位置                               | 4:48 |
| 4.  | 「On Your Side」           | 越智志帆・jam    | Bonnie McKee・Michelle McCord  | 蔦谷好位置                               | 5:40 |
| 5.  | 「A・HA・HA」              | いしわたり淳治   | Chris Cester                   | Chris Cester                             | 3:09 |
| 6.  | 「Woman」                  | BONNIE PINK      | BONNIE PINK                    | 蔦谷好位置                               | 3:57 |
| 7.  | 「脱獄の季節」             | Sally#Cinnamon   | Chris Cester                   | Chris Cester                             | 4:19 |
| 8.  | 「リビドーに告ぐ」         | 中田裕二         | 中田裕二                       | 蔦谷好位置                               | 4:25 |
| 9.  | 「愛をからだに吹き込んで」 | いしわたり淳治   | Tomoya.S・越智志帆             | 蔦谷好位置                               | 4:24 |
| 10. | 「Live」                   | 越智志帆・尾上文 | 多保孝一                       | 蔦谷好位置・ベーシックアレンジ：多保孝一 | 4:48 |
| 11. | 「Space」                  | Tomoya.S         | Tomoya.S                       | 蔦谷好位置                               | 5:52 |
| 12. | 「極彩色ハートビート」     | Sally#Cinnamon   | 越智志帆                       | 蔦谷好位置・越智志帆                     | 3:53 |
| 13. | 「You You」                | 越智志帆・jam    | 越智志帆・蔦谷好位置           | 蔦谷好位置・釣俊輔                       | 4:41 |
| 14. | 「いつか私は歌をうたう」   | 菅原敏           | 蔦谷好位置                     | 蔦谷好位置                               | 3:30 |

### Disc2: 邦楽カバーミニアルバム
| #  | タイトル                                                           | 作詞                 | 作曲                 | 編曲                 | 時間 |
| -- | ------------------------------------------------------------------ | -------------------- | -------------------- | -------------------- | ---- |
| 1. | 「Blue 〜こんな夜には踊れない」(オリジナルアーティスト：桑田佳祐)  | 桑田佳祐             | 桑田佳祐             | 塩谷哲               | 5:29 |
| 2. | 「Sweetest Music」(オリジナルアーティスト：竹内まりや)             | David Lasley         | Peter Allen          | CHOKKAKU             | 3:49 |
| 3. | 「帰れない二人」(オリジナルアーティスト：井上陽水)                 | 井上陽水・忌野清志郎 | 井上陽水・忌野清志郎 | 越智志帆・佐藤克彦   | 4:14 |
| 4. | 「スローバラード（Live）」(オリジナルアーティスト：RCサクセション) | 忌野清志郎&みかん    | 忌野清志郎&みかん    |                      | 5:36 |
| 5. | 「楽しい時 - Fun Time」(オリジナルアーティスト：佐野元春)          | 佐野元春             | 佐野元春             | 野間康介・蔦谷好位置 | 3:46 |

## 演奏
Disc 1
- 越智志帆
  - Lead Vocal
  - Background Vocals (#1-10.13)
  - Acoustic Guitar, Piano, Recorder (#12)
- 蔦谷好位置
  - Background Vocals (#1)
  - Programming (#1.2.3.6.8.9.10.12.13)
  - Piano (#2.4.10.11.13.14)
- 八橋義幸：Electric Guitar (#1.4.8.9.10.11.13)
- 名越由貴夫
  - Electric Guitar (#1.2.3.9.11.13)
  - Acoustic Guitar (#3.4.13)
- 松原"マツキチ"寛：Drums (#1.10)
- Team "BUHEI"：Background Vocals (#1)
- オータケコーハン：Electric Guitar (#2.8)
- 根岸孝旨：Bass (#2)
- 河村“カースケ”智康
  - Drums (#2)
  - Tambourine (#2)
- 弦一徹ストリングス：Strings (#2.4)
- 山本茉莉奈：Clarinet (#2)
- 三浦南：Flute (#2)
- 大久保茉美：Oboe (#2)
- 佐々木貴之
  - Electric Guitar (#3.10)
  - Acoustic Guitar (#10)
- 種子田健：Bass (#4.10.13)
- 小田原豊：Drums (#4)
- ASA-CHANG：Tambourine, Shaker (#4)
- Chris Cester：Electric Guitar, Bass, Drums, Synthesizer, Background Vocals (#5.7)
- 弓木英梨乃：Electric Guitar (#6)
- 入山和代、石村奈穂：Trumpet (#6)
- 原田彩香：Trombone (#6)
- 前田サラ：Tenor Sax (#6)
- aico、オオヒナタハルコ、CAN'NO、髙屋亜希那、tama、MANAMI、マリー、Rimiko：Background Vocals (#6)
- Jason Hill：Synthesizer (#7)
- 須藤優：Bass (#8.9.11)
- マシータ
  - Drums (#8.11)
  - Tambourine (#8)
- 玉田豊夢：Drums (#9)
- Tomoya.S：Background Vocals (#9)
- 釣俊輔：Programming (#13)
- 朝倉真司：Percussion (#13)
- 竹本健一、Lyn、KAORU：Background Vocals (#13)

Disc 2
- 越智志帆
  - Lead Vocal
  - Background Vocals (#2)
- 竹内まりや：Lead Vocal, Background Vocals (#2)
- 田中義人：Electric Guitar (#1)
- 井上陽介：Contrabass (#1)
- 塩谷哲：Piano (#1)
- 山木秀夫：Drums (#1)
- エリック宮城、西村浩二、奥村晶、二井田ひとみ：Trumpet (#1)
- 中川英二郎、半田信英、鳥塚心輔：Trombone (#1)
- 山城純子：Bass Trombone (#1)
- 本田雅人、高橋弥夢：Alto Sax (#1)
- 竹野昌邦、アンディ・ウルフ：Tenor Sax (#1)
- 鍬田修一：Baritone Sax (#1)
- CHOKKAKU：Electric Guitar, Programming (#2)
- 種子田健：Bass (#2.5)
- ルイス・バジェ：Trumpet (#2)
- 鹿討奏：Trombone (#2)
- 竹上良成：Tenor Sax (#2)
- 竹本健一、光永泰一朗、澤田かおり：Background Vocals (#2)
- 佐藤克彦：Acoustic Guitar (#3)
- 仲井戸麗市：Guitar (#4)
- 中村達也：Drums (#4)
- 蔦谷好位置
  - Keyboards (#4)
  - Piano (#5)
- 武田真治：Sax (#4)
- 八橋義幸：Electric Guitar, Banjo (#5)
- 曽根巧：Electric Guitar, Acoustic Guitar (#5)
- 野間康介：Hammond B-3 (#5)
- 松原“マツキチ”寛：Drums, Tambourine (#5)
- 川上鉄平：Trumpet (#5)
- 五十嵐誠：Trombone (#5)
- 村瀬和広：Tenor Sax (#5)
- 今井マサキ、中澤信栄、オオヒナタハルコ、KAORU：Background Vocals (#5)

## タイアップ
| 楽曲                   | タイアップ | 起用年 |
| ---------------------- | --- | ------ |
| White Light            | PlayStation 3用ソフト『テイルズ オブ ゼスティリア』テーマソング                                                                                         | 2015年 |
| Beautiful              | TBS系ドラマ『マザー・ゲーム〜彼女たちの階級〜』主題歌                                                                                                   | 2015年 |
| Beautiful              | 損保ジャパンホッケー日本代表応援CM「世界でひとつの輝く光になれ」編CMソング                                                                              | 2020年 |
| Beautiful              | 花王プリマヴィスタ NEW スキンプロテクトベース＜皮脂くずれ防止＞ CMソング                                                                                | 2021年 |
| On Your Side           | 朝日放送・テレビ朝日系『速報!甲子園への道2015』・『熱闘甲子園2015』応援ソング及び朝日放送テレビ・ラジオ第97回全国高等学校野球選手権大会統一テーマソング | 2015年 |
| 愛をからだに吹き込んで | テレビ朝日系ドラマ『ドクターX〜外科医・大門未知子〜』第3シーズン主題歌                                                                                  | 2014年 |
| Live                   | 映画『闇金ウシジマくん Part2』主題歌 | 2014年 |
| You You                | JAPAN FM LEAGUE『JFL presents FOR THE NEXT』テーマソング                                                                                                | 2014年 |